# Worringer Bruch
Koordinaten: 51° 2′ 49,2″ N, 6° 51′ 31,8″ O

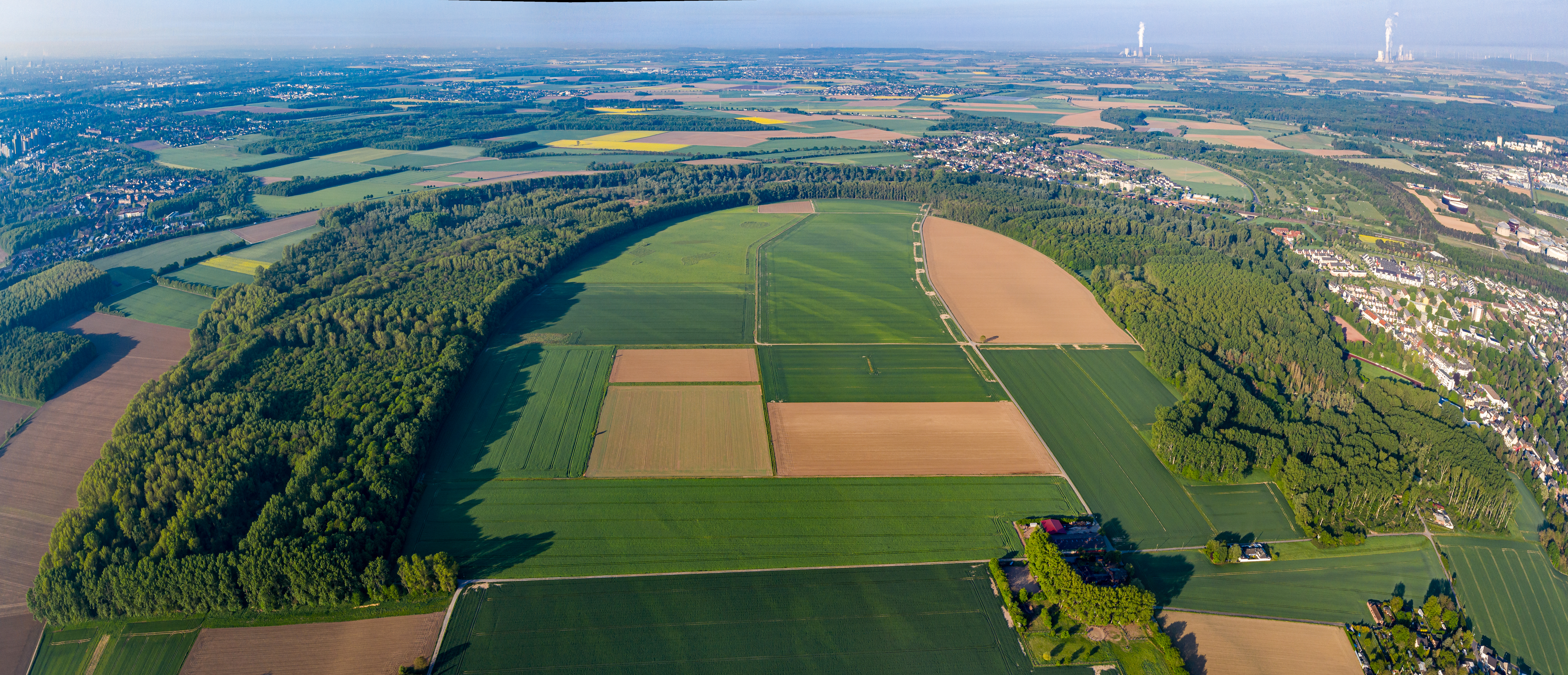
Worringer Bruch aus der Luft

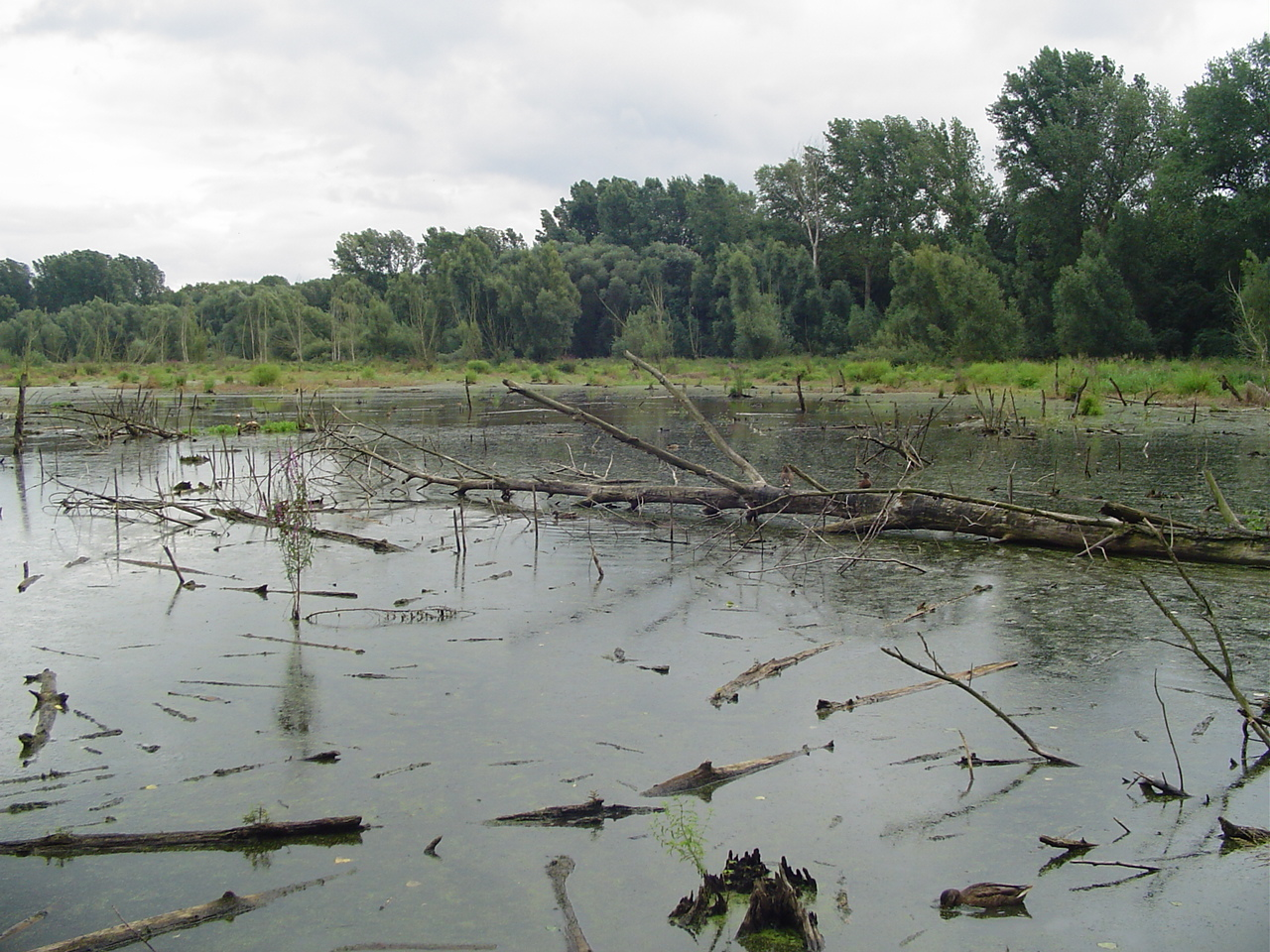
Worringer Bruch (1)

Der Worringer Bruch ist eine rund 164 Hektar große, sumpfige Flachlandschaft im äußersten Norden Kölns. Dabei handelt es sich um einen etwa 8000 Jahre alten, mittlerweile fast völlig verlandeten Mäanderbogen des Rheins. Namensgeber des Gebietes ist der unmittelbar angrenzende Kölner Stadtteil Worringen, der einst eine selbständige Stadt mit einer über tausendjährigen Geschichte war (erste urkundliche Erwähnung 922).

## Allgemeines
Der Worringer Bruch stellt geographisch mit 37,5 m über dem Meeresspiegel den tiefsten Punkt Kölns dar (der höchste befindet sich mit 118,3 m im Königsforst). Der Wasserstand ist stark vom Wasserpegel des Rheins abhängig. Der Worringer Bruch bietet heute eine Heimat für zahlreiche Waldtypen sowie Kulturlandschaften wie Weiden und Obstwiesen. Vorrangig stellt er jedoch eine Auenlandschaft dar. Außerdem bietet der Worringer Bruch einen regional wertvollen Lebensraum für mehrere zum Teil gefährdete Pflanzen- und Tierarten.
Er hat für die Erhaltung der Natur, seltener Tier- und Pflanzenarten, als eine der „grünen Lungen“ Kölns sowie auch für die Naherholung und Naturerfahrung (Wandern, Erkunden der Fauna und Flora) einen enormen Stellenwert. 1991 wurde der Worringer Bruch als Naturschutzgebiet ausgewiesen.

## Fauna

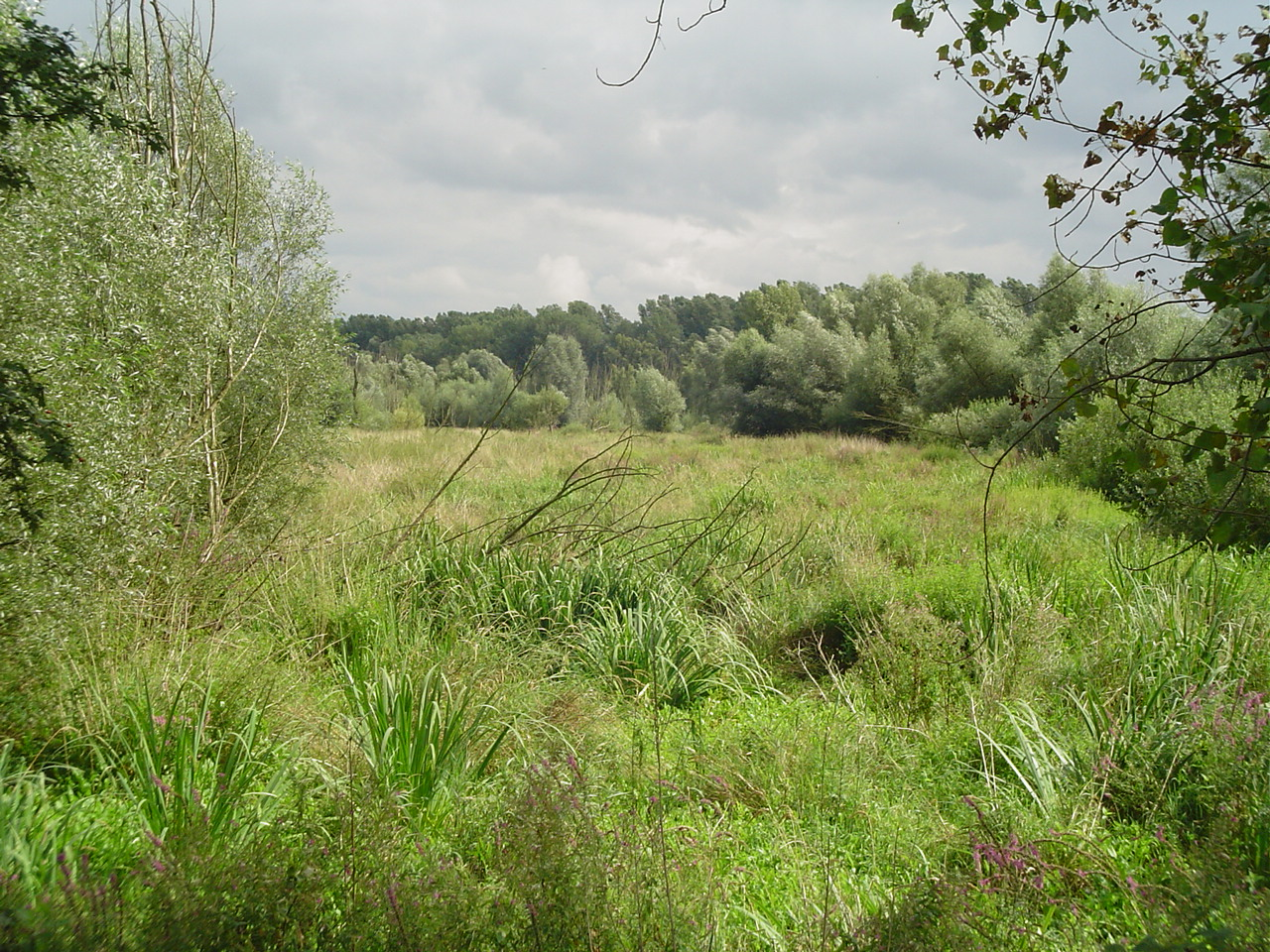
Worringer Bruch (2)

Dank der Tatsache, dass große Teile des Bruchs für Menschen nur schwer zugänglich sind, konnte sich dort ein idealer Lebensraum für zahlreiche Tier- und Vogelarten entwickeln. Hierzu zählen beispielsweise:
- Blindschleiche
- Erdkröte
- verschiedene Fledermausarten
- Kammmolch
- Nachtigall
- Pirol
- Rohrweihe
- Schwarzspecht
- Waldohreule
- Wespenbussard
- Nutria (Sumpfbiber)
- einige Waschbären

## Unbekannte Tote
Ein Pilzsammler entdeckte am 14. Oktober 2001 eine bis heute nicht identifizierte, weibliche Leiche im Worringer Bruch. Die Leiche war zum Zeitpunkt des Fundes vollständig skelettiert, und die Verweildauer wurde auf 4 Monate bis 1 Jahr geschätzt. Die Staatsanwaltschaft Köln hat für Hinweise, die zur Ermittlung der Identität des Opfers führen, eine Belohnung in Höhe von 5000 € ausgeschrieben.